# Ангелос Анастасијадис
Ангелос Анастасијадис (грч. Άγγελος Αναστασιάδης; 8. март 1953, Солун) грчки је фудбалски тренер и бивши фудбалер.

## Клупска каријера
Дебитовао је 1973. године за фудбалски клуб ПАОК из Солуна, где је провео осам сезона, одиграо је 176 првенствених утакмица. Био је стандардни првотимац екипе. Освојио је са клубом првенство Грчке (1976), прву титулу у историји клуба, док су 1978. године били вицешампиони Грчке. Такође је са клубом играо четири пута у финалу Купа Грчке (1974, 1977, 1978, 1981), али је освојио само један трофеј 1974. године.
У лето 1981. прешао је у Панатинаикос, са којим је освојио првенство већ у првој сезони, а 1984. године и дуплу круну. Играо је за клуб из Атине три сезоне.
Током периода од 1984. до 1986, бранио је боје нижеразредног тима Коринтос, а професионалну каријеру је завршио у клубу Диагорас, за који је наступао у сезони 1986/87. Након тога, дуго је играо за амерички аматерски клуб грчке дијаспоре по имену Greek American.

## Репрезентативна каријера
Дана 1. априла 1975. дебитује за репрезентацију Грчке у пријатељској утакмици против Кипра (2:1), и одмах је постигао гол. Међутим, то је остао једини погодак Анастасијаидиса за националну селекцију. Одиграо је укупно 12 мечева у репрезентацији.

## Тренерска каријера
Тренерску каријеру је започео у нижим клубовима као што су Диагорас, Панагријакос и Иаликос, а затим је водио Кавалу, са којом је први пут након 12 година изборио пласман у виши ранг такмичења.
Од 1995. године тренирао је Едесаикос, са којим је освојио осмо место у сезони 1995/96, то је најбољи резултат тима у историји. Почетком 1997. напустио је тим и постао први тренер ПАОК-а, који је тренирао са кратком паузом када је клуб предводио Олег Блохин, до марта 1999. године. Након тога је водио клубове Ираклис и Панатинаикос.
У јуну 2002. године, управа ПАОК-а је поново позвала Анастасијадиса да води овај тим, радио је до септембра 2004. године, освојивши први трофеј у тренерској каријери — Куп Грчке 2003. године.
Од децембра 2004. до априла 2011, био је селектор репрезентације Кипра, тако је избио на друго место по дужини боравка на позицији селектора Кипра у историји (најдуже се задржао Аргригос Гуалас, такође Грк који је тренирао тим од 1960. до 1967. године). Анастасијаидис је имао 12 победа и 9 ремија док је радио са екипом, као и 26 пораза у 47 утакмица.
После неуспешних наступа у квалификационим мечевима за Европско првенство 2012, где је екипа упркос сензационалном ремију од 4:4 са Португалијом заузела последње место у групи, враћа се у Грчку у децембру 2011. да би водио клуб ПАС Јањина. Две године је тренирао Платанијас (2012—2014).
У мају 2014. по четврти пут у последњих 17 година предводи ПАОК, али због неуспешних резултата, клуб је напустио у марту 2015. године. Након тога, од јуна до октобра 2016, био је главни тренер Ларисе, али је био присиљен да оде због незадовољства навијача.
Од 25. октобра 2018. године, постављен је за селектора репрезентације Грчке. Као тренер дебитовао је 15. новембра 2018. године у пријатељској утакмици против Финске (1:0).

## Трофеји

### Играч
- Суперлига Грчке (2):

ПАОК: 1975/76.
Панатинаикос: 1983/84.
- Куп Грчке (3):

ПАОК: 1973/74.
Панатинаикос: 1981/82, 1983/84.

### Тренер
- Куп Грчке (1):

ПАОК: 2002/03.

### Индивидуални
- Тренер године грчке Суперлиге: 2004.